# Volker-Gerd Westphal
Volker-Gerd Westphal, auch Volker G. Westphal, (* 6. März 1965 in Lüneburg) ist ein deutscher politischer Beamter (SPD). Er ist seit 2024 Staatssekretär im Ministerium der Finanzen und für Europa des Landes Brandenburg und Mitglied des Ausschusses der Regionen der Europäischen Union.

## Werdegang
Westphal legte 1985 an der Herderschule Lüneburg das Abitur ab. Nach einem zweijährigen Wehrdienst als Zeitsoldat bei der Bundeswehr, wo er auch eine kaufmännische Ausbildung absolvierte, studierte er ab 1987 Rechtswissenschaft an der Universität Hamburg. Das Rechtsreferendariat absolvierte er am Hanseatischen Oberlandesgericht. Anschließend war er zunächst ab Oktober 1995 Richter am Landgericht Neuruppin und Rechtsanwalt in Dessau, bevor er ab Oktober 1997 ins Justizministerium des Landes Brandenburg und später in die Staatskanzlei des Landes Brandenburg – zuletzt als Leiter der Stabsstelle für Verwaltungsoptimierung beim Chef der Staatskanzlei Rainer Speer – abgeordnet wurde. Zwischenzeitlich und vor seiner Beamtung war er auch als Richter am Amtsgericht Potsdam als weiterer aufsichtsführender Richter tätig.
Es folgten Tätigkeiten im brandenburgischen Umwelt- und Landwirtschaftsministerium des Landes Brandenburg als Referatsleiter für Organisation, Personal und Rechtsangelegenheiten (2003 bis 2005) sowie im brandenburgischen Ministerium für Finanzen erneut als Stabsstellenleiter für Verwaltungsreformen und das landesweite Personalmanagement (2005 bis 2009). 2009 wurde Westphal als Leiter einer Stabsstelle ins brandenburgische Ministerium des Innern und für Kommunales versetzt, um eine Kreisgebietsreform für das Land Brandenburg vorzubereiten. Auf eigenen Wunsch wechselte er im Herbst 2015 ins Ministerium für Bildung, Jugend und Sport des Landes Brandenburg als Beauftragter für den Haushalt. Der begonnene Prozess für die Kreisgebietsreform wurde 2017 durch Ministerpräsident Dietmar Woidke unter anderem wegen eines Volksbegehrens beendet.
Ab 2017 war Westphal als Ministerialdirigent Leiter der Abteilung für Kinder, Jugend und Sport im Ministerium für Bildung, Jugend und Sport des Landes Brandenburg. Die Zuständigkeit für den Sport übernahm im April 2022 eine andere Abteilung. Zuletzt war er für die Erarbeitung und das Verfahren zur Verabschiedung eines Kinder- und Jugendgesetzes (BbgKJG) im Ministerium für Bildung, Jugend und Sport verantwortlich. Dieses Gesetz erregte in der Kinder- und Jugendhilfe bundesweit Aufmerksamkeit, weil einerseits das Gesetz unter Beteiligung von Kindern und Jugendlichen erarbeitet wurde und die Kinder- und Jugendbeteiligung und der Kinder- und Jugendschutz im Land Brandenburg über das bundesrechtliche Mindestmaß ausgeweitet wurden.
Im Zuge der Bildung des Kabinetts Woidke IV am 11. Dezember 2024 wurde er unter Minister Robert Crumbach (BSW) zum Staatssekretär im Ministerium der Finanzen und für Europa des Landes Brandenburg und Amtschef ernannt.
Westphal gehört dem SPD-Ortsverein Michendorf an und war von 2014 bis zu seiner Ernennung zum Staatssekretär 2024 dessen Vorsitzender. Er gehörte von 2014 bis 2024 der Gemeindevertretung von Michendorf an, unter anderem als Vorsitzender der Fraktionsgemeinschaft von SPD und Die Linke. Von 2019 bis 2024 war er stellvertretender Vorsitzender der Gemeindevertretung. Zudem war er bis 2024 Mitglied des Stiftungsrats der Stiftung Großes Waisenhaus zu Potsdam.
Er ist Vorstandsmitglied der verwaltungswissenschaftlichen Gesellschaft für Programmforschung (GfP) und Mitglied der deutschen Sektion des Internationalen Instituts für Verwaltungswissenschaften (IIAS).
Westphal ist seit Mai 2025 Mitglied des Ausschusses der Regionen der Europäischen Union für Brandenburg und dort Mitglied der Fachkommission für Kohäsionspolitik und EU-Haushalt (COTER) und für natürliche Ressourcen (NAT). Er gehört dem Aufsichtsrat der Flughafen Berlin Brandenburg GmbH (BER) an und ist dort Vorsitzender des Finanzausschusses. Im Übergangsaufsichtsrat der Medizinischen Universität Lausitz - Carl Thiem AöR vertritt er das Ministerium der Finanzen und für Europa.
Westphal ist verheiratet und hat drei Kinder.

## Schriften
- Die Vorlage der Akten beim Beschwerdegericht gemäß § 11 Abs 2 Satz 4 RPflG, Der Deutsche Rechtspfleger - Rpfleger 1997, S. 462–436
- Kosten eines Hausmeisterunternehmens als Betriebskosten, Wohnungswirtschaft und Mietrecht - WuM 1998, S. 329–331
- Die Umlage von Umsatzsteuer im Rahmen von Betriebskostenabrechnungen, Zeitschrift für Miet- und Raumrecht - ZMR 1998, S. 262–265
- Noch einmal - Gemeinschaftsbriefkasten bei Ersatzzustellung durch Niederlegung, Neue Juristische Wochenschrift - NJW 1998, S. 2413–2414
- Geldfälschung und die Einführung des Euro, Neue Zeitschrift für Strafrecht - NStZ 1998, S. 555–556
- Verwaltungsregionen in Brandenburg, Landes- und Kommunalverwaltung - LKV 2001, S. 543–546
- Erster Bericht zum Stand der Verwaltungsmodernisierung in Brandenburg, Landes- und Kommunalverwaltung - LKV 2002, S. 223
- Verwaltungsmodernisierung und Haushaltssicherung in Brandenburg: Anmerkungen zum Haushaltssicherungsgesetz 2003 (HSichG 2003), Universitätsverlag Potsdam 2003, ISBN 978-3-935024-81-5
- Aufgabenkritik in Brandenburg, Aufgabenkritik, Privatisierung und Neue Verwaltungssteuerung (Verwaltungsressourcen und Verwaltungsstrukturen), Nomos 2004, ISBN 978-3-8329-0800-3
- Personalbedarfsplanung und Überhangproblematik in der brandenburgischen Landesverwaltung, Landes- und Kommunalverwaltung - LKV 2009, S. 49–55
- Entwicklung des Themas "Verwaltungsmodernisierung" in der brandenburgischen Landesverwaltung bis 2012, Landes- und Kommunalverwaltung - LKV 2012, S. 301–305
- Personalmanagement in der brandenburgischen Landesverwaltung, Universitätsverlag Potsdam 2012, ISGB 978-3869561493
- Personalwirtschaftliche Anpassungspotenziale im Fall der Reduzierung der Anzahl der Landkreise in Brandenburg, Westphal, Volker-Gerd, Glapiak, Thomas, Schrandt, Felix, Verwaltung & Management: VM; Zeitschrift für moderne Verwaltung 2013, S. 237–244
- Funktionalreform – ein aktueller Blick auf ein altbekanntes Thema in Brandenburg, Landes- und Kommunalverwaltung - LKV 2015, S. 152
- Verwaltungsreformen : Theorie und Praxis; der Versuch einer Annäherung an das Verhältnis von Theorie und Praxis mittels einer kurzen Selbstreflexion der Entwicklungen in der brandenburgischen Landesverwaltung seit dem Jahr 2000, Der gut organisierte Staat : Festschrift für Werner Jann zum 65. Geburtstag - Baden-Baden : Nomos, ISBN 3-8487-2062-0. - 2015, S. 299–315
- Das neue Brandenburgische Kinder- und Jugendgesetz - BbgKJG: Anlass und Entstehung, Landes- und Kommunalverwaltung - LKV 2024, S. 437–442
- Das neue Brandenburgische Kinder- und Jugendgesetz – BbgKJG: die wichtigsten neuen Regelungen, Landes- und Kommunalverwaltung - LKV 2024, S. 489ff
- § 7 Konsumcannabisgesetz (KCanG): neue Aufgaben für Polizei- und Ordnungsbehörden und die Jugendhilfe (Teil 1), SozialRecht aktuell 2025 (Heft 2), S. 51ff
- § 7 Konsumcannabisgesetz (KCanG): neue Aufgaben für Polizei- und Ordnungsbehörden und die Jugendhilfe (Teil 2), SozialRecht aktuell 2025 (Heft 3), S. 84ff
- Ferienbetreuung: eine Herausforderung zur Verwirklichung des Anspruchs auf ganztätige Förderung von Kindern im Grundschulalter ab dem 1. August 2026, Neue Zeitschrift für Sozialrecht 2025, S. 292ff